# うお座アルファ星
うお座α星（うおざアルファせい）は、うお座の4等星で変光星。

## 概要
4.1等の主星Aと5.1等の伴星Bからなる連星系で、軌道長半径約130au、近点距離約50au、遠点距離約190auの軌道を、およそ720年の周期で互いに周回している。また、ABどちらもさらに伴星を従えている可能性が示唆されている。

## 名称
固有名のアルレシャ (Alrescha) はアラビア語で「ひも」を意味する الرشآء al-rišā’ に由来する。これは元々アンドロメダ座β星を指していたものが、近世になって誤ってうお座α星に使われるようになったものである。2016年8月21日、国際天文学連合の恒星の命名に関するワーキンググループ (Working Group on Star Names, WGSN) は、Alrescha をうお座α星Aの固有名として正式に承認した。